# František Hanáček
P. Mgr. František Hanáček (16. září 1952 Kunovice) je moravský římskokatolický duchovní, probošt kostela sv. Mořice, člen Kněžské rady arcidiecéze olomoucké a také kanovník Metropolitní kapituly u svatého Václava v Olomouci.

## Život

### Původ
Narodil se do zemědělské rodiny ve slováckých Kunovicích v září roku 1952 jako nejstarší ze tří dětí a už jako malý chodil ministrovat. Jako dítě musel rodičům pomáhat na zahradnickém hospodářství a po ukončení základní školy v Kunovicích se přihlásil do učení na zahradnický obor v Lednici.

### Kariéra
Maturitu udělal na Střední zahradnické škole v Brně-Bohunicích a posléze se odebral na dvouletou vojenskou službu. Posléze se rozhodl pro studium teologie na Cyrilometodějské bohoslovecké fakultě v Litoměřicích.[zdroj?]
Kněžské svěcení přijal roku 1981 a hned poté byl ustanoven kaplanem v Karviné. Zde aktivně působil a pomohl s opravami kostela i fary.[zdroj?]
Po svém osmiletém působení v Karviné se přesunul do farnosti v Píšti a farnosti ve Vřesině na Hlučínsku, kde prožil revoluční léta jako administrátor.[zdroj?]
Po dlouhém působení ve Slezsku byl po revoluci roku 1. července 1991 ustanoven jako duchovní správce olomouckého chrámu sv. Mořice. Roku 1993 se zde stal děkanem a roku 1999 také dokonce kanovníkem.[zdroj?]
V letech 2002 a 2005 působil také ve farnosti v Dubu nad Moravou (nahradil zde brutálně zavražděného P. Cyrila Vrbíka) a pak také v Nové Ulici a v Nových Sadech.[zdroj?]
Je také členem Kněžské rady arcidiecéze olomoucké a Metropolitní kapituly u sv. Václava v Olomouci. V roce 2007 se stal svatomořickým proboštem.[zdroj?]
Za jeho působení ve svatomořickém chrámě organizoval mnoho rekonstrukcí této sakrální budovy, podílel se na obnovení poutí do Staré Vody u Libavé, je zakladatelem Festivalu vánoční hudby, podílí se na realizaci Svátků sv. Pavlíny a v kostele sv. Mořice také organizuje různé koncerty. Je také autorem řady regionálních prací a častým přispěvatelem Svatomořického zpravodaje.

### Ocenění
Obdržel Cenu města Olomouce za rok 2021 v oblasti jiné za společenský přínos městu.